# Walter Lippmann
Walter Lippmann (New York, 1889. szeptember 23. – New York, 1974. december 14.) amerikai politikus, író.

## Élete

### Ifjúkora
Lippmann 1889-ben született New Yorkban, egy német zsidó család gyermekeként. Itt végezte alap- és középfokú iskolai tanulmányait.
1907-től a híres Harvard Egyetemen tanult olyan híres gondolkodók és tudósok kezei alatt, mint William James, vagy George Santayana. Későbbi munkában gyakran megfigyelhető volt tanárainak hatása. 1914-ben az első világháború első évében egyik barátjával, Herbert David Crolyval újságot alapított The New Republic (azaz Az Új Köztársaság) néven. A lapnál huzamosabb ideig helyettes főszerkesztőként tevékenykedett.
1917-ben megnősült, felesége Faye Albertson lett.

### Pályafutása
Politikai tárgyú írásaira felfigyelt Thomas Woodrow Wilson akkori amerikai elnök és kabinetje is. Később Lippmannt mint elnöki tanácsadót alkalmazták mely pozíciót egészen Wilson elnök hivatali idejének lejártáig megtartotta. Lippmann 1919-ben segített a Wilsoni pontok kidolgozásában Edward Mandell House-nak és az elnöknek.
Eközben 1920-ban elhagyta az Új Köztársaságot és a New York World című újság szerkesztője lett.
A továbbiakban mint újságíró, író és kritikus tevékenykedett.
1967-ben vonult vissza.

## Művei
- A Preface to Politics (1913)
- Drift and Mastery (1914)
- The Stakes of Diplomacy (1915)
- The Political Scene (1919)
- Liberty and the News (1920)
- Public Opinion (1922)
- The Phantom Public (1925)
- Men of Destiny (1927)
- American Inquisitors (1928)
- A Preface to Morals (1929)
- Interpretations 1931-1932 (1932)
- The Method of Freedom (1934)
- The New Imperative (1935)
- Interpretations 1933-1935 (1936)
- The Good Society (1937)
- U.S. Foreign Policy: Shield of the Republic (1943)
- U.S. War Aims (1944)
- The Cold War (1947)
- The Public Philosophy (1955)
- The United States in World Affairs 1931 (1932, William O. Scroggs-szal)
- The United States in World Affairs 1932 (1933, William O. Scroggs-szal)

### Magyarul
- Amerika válaszúton. Az U.S.A. külpolitikája; ford. Gál György; Anonimus, Bp., 1946 (Politikai remekírók tára)
- A közjó filozófiája; ford. Jánossy Ilona, Doubravszky Sándor; Bagolyvár, Bp., 1993 (Fontos könyvek)

## Lásd még
- Első világháború
- Amerikai Egyesült Államok
- Wilson elnök 14 pontja